# Cantone di Moissac-1
Il Cantone di Moissac-1 era una divisione amministrativa dell'arrondissement di Castelsarrasin.
È stato soppresso a seguito della riforma complessiva dei cantoni del 2014, che è entrata in vigore con le elezioni dipartimentali del 2015.
Comprendeva parte della città di Moissac e i comuni di:
- Boudou
- Malause
- Saint-Paul-d'Espis
- Saint-Vincent-Lespinasse